# Leptophobia forsteri
Leptophobia forsteri är en fjärilsart som beskrevs av Baumann och Eduard Johannes Reissinger 1969. Leptophobia forsteri ingår i släktet Leptophobia och familjen vitfjärilar.
Artens utbredningsområde är Peru. Inga underarter finns listade i Catalogue of Life.